# Reuzengebergte
Het Reuzengebergte (Tsjechisch: Krkonoše, Pools: Karkonosze, Duits: Riesengebirge) is een gebergte op de grens tussen Tsjechië en Polen. Het maakt deel uit van de bergketen van de Sudeten. Het Reuzengebergte is ongeveer veertig kilometer lang en meer dan twintig kilometer breed. De gemiddelde hoogte bedraagt 1200 meter met enkele uitschieters daarboven.

## Geschiedenis
Het gebergte dankt zijn naam aan de volgens verhalen daar wonende reus Rübezahl (Tsjechisch: Krakonoš, Pools: Karkonosz).
Sinds 1959 (Polen) en 1963 (Tsjechië) zijn delen van het Reuzengebergte als Nationaal Park ingericht, respectievelijk het Karkonoski Park Narodowy in Polen met het hoofdkantoor in Jelenia Góra en het Krkonoskí Narodní Park in Tsjechië met het hoofdkantoor in Vrchlabí. Daarnaast staan tegenwoordig grote delen als biosfeerreservaat onder bescherming van UNESCO.
Sinds het einde van de jaren negentig is vooral het Tsjechische gedeelte steeds bekender geworden onder westerse toeristen. In de winter is het een populair wintersportgebied, en in de zomer komen mensen vanwege de natuur. Zo zijn de kale granieten toppen van vele bergen imposant. De meeste formaties hebben een eigen, toepasselijke naam.
Het Reuzengebergte is het kleinste hooggebergte van Europa met een zeer extreem klimaat. Dit wordt veroorzaakt doordat het land- en het zeeklimaat het hooggebergte vaak gelijktijdig beïnvloeden. Zelfs de boomgrens ligt hier aanmerkelijk lager dan in de Alpen. De vegetatie op de toppen wordt gekenmerkt door een alpine en sub-alpine vegetatie.

## Geografie
De hoogste berg is de Sneeuwkop (Tsjechisch: Sněžka, Pools: Śnieżka, Duits: Schneekoppe), die op de Pools-Tsjechische grens ligt en tot 1602 m boven zeeniveau reikt. Enkele andere bergtoppen zijn de Luční hora (Hochwiesenberg) (1555 m), de Studniční hora (Brunnberg) (1554 m) en de Vysoké kolo (Hohes Rad) (1506 m).
De hoofdkam van het Reuzengebergte is ongeveer evenwijdig aan de Poolse grens gelegen. Deze hoofdkam bestaat onder meer uit de hiervoor vermelde Sneeuwkop en Vysoké kolo alsmede uit de granietrotsen Musžké kameny (Mannenrots) en Dívčí kameny (Meisjesrots).
Kenmerkend zijn de keteldalen en gletsjermeren, zoals het Poolse Mały Staw in een keteldal.

### Rivieren
De rivier de Elbe (Tsjechisch: Labe) begint als een klein beekje in het Reuzengebergte aan de Tsjechische zijde. De noordzijde watert af op de Bóbr die in de Oder uitmondt. Zo vormt het Reuzengebergte de waterscheiding tussen de Noordzee en de Oostzee.
Het Reuzengebergte vormt het stroomgebied van de rivieren de Jizera, de Mumlava en de Úpa.

### Bergen
- Černá hora (Pools: Mała Kopa; Duits:Schwarzenberg), 1299 m
- Čertová hora (Duits: Teufelsberg), 1020 m, bij Harrachov, Er is een skigebied met skischans.
- Chojnik (Duits: Kynast), 627 m, met middeleeuwse kasteelruïne.
- Kopa (Duits: Kleine Koppe), 1377 m. Noordelijke top van de Sneeuwkop, bij Karpacz. Er is een skigebied met stoeltjesliften.
- Kotel (Duits: Kesselkoppe), 1435 m
- Liščí hora (Duits: Fuchsberg), 1363 m
- Luční hora (Duits: Hochwiesenberg), 1555 m, hoogste berg van de Boheemse bergkam
- Lysá hora (Duits: Kahler Berg), 1344 m
- Mały Szyszak (Tsjechisch: Malý Šišák; Duits: Kleine Sturmhaube), 1440 m
- Medvědín (Duits: Schüsselberg), 1235 m, bij Špindlerův Mlýn. Er is een skigebied met stoeltjesliften.
- Mužské kameny (Pools: Czeskie Kamienie; Duits: Mannsteine), 1416 m
- Sněžka (Sneeuwkop, Schneekoppe, Pools: Śnieżka), 1602 m, hoogste berg van het Reuzengebergte, station met stoeltjesliften bij Pec pod Sněžkou
- Śląskie Kamienie (Tsjechisch: Dívčí kameny; Duits: Mädelsteine), 1414 m
- Śmielec (Tsjechisch: Velký Šišák; Duits: Große Sturmhaube), 1424 m
- Stoh (Duits: Heuschober), 1315 m
- Studniční hora, (Pools: Studnicka góra; Duits: Brunnberg, of Steinboden), 1554 m
- Szrenica (Duits: Reifträger), 1362 m, bij Szklarska Poręba. Er is een skigebied met stoeltjesliften.
- Tępy Syczyt (Duits: Kleines Rad), 1388 m
- Vysoké Kolo (Pools: Wielki Szyszak; Duits: Hohes Rad), 1509 m, hoogste berg in het westelijke deel van het Reuzengebergte

## Plaatsen in het Reuzengebergte
Plaatsen in het Reuzengebergte zijn:
Aan de Poolse kant:
- Jagniątków (Agnetendorf)
- Jelenia Góra (Hirschberg)
- Kamienna Góra (Landeshut)
- Karpacz (Krummhübel)
- Kowary (Schmiedeberg)
- Piechowice (Petersdorf)
- Podgórzyn (Giersdorf)
- Szklarska Poręba (Schreiberhau)

Aan de Tsjechische kant:
- Adršpach
- Bozkov
- Harrachov (Harrachsdorf)
- Náchod
- Pec pod Sněžkou (Petzer)
- Rokytnice nad Jizerou (Rochlitz an der Iser)
- Špindlerův Mlýn (Spindlermühle)
- Teplice nad Metují
- Trutnov (Trautenau)
- Velká Úpa (Groß Aupa)
- Vrchlabí (Hohenelbe)
- Vrchlabí
- Žacléř (Schatzlar)
- Železný Brod

## Bezienswaardigheden
- Adršpašské Skály (Rotsen van Adršpach)
- Nationaal park Krkonoše
- Sněžka vanuit Pec pod Sněžkou
- Teplické skály (Teplicer rotsen)

## Fotogalerij

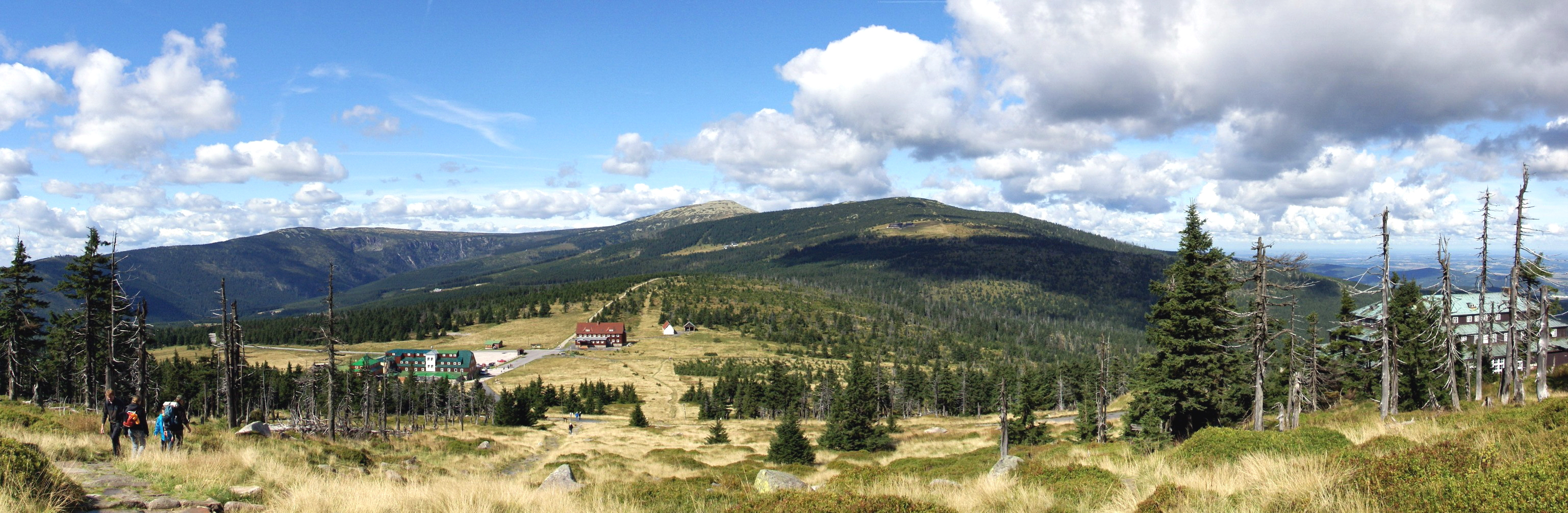
Panorama
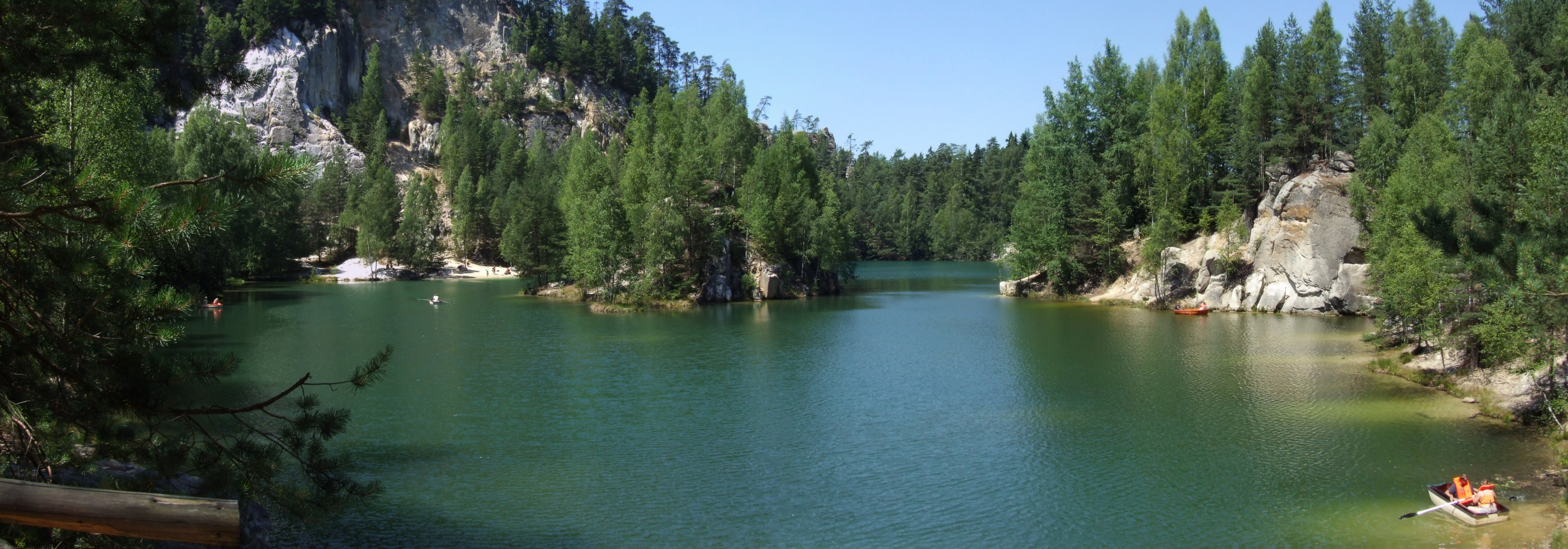
Adršpašské Skály
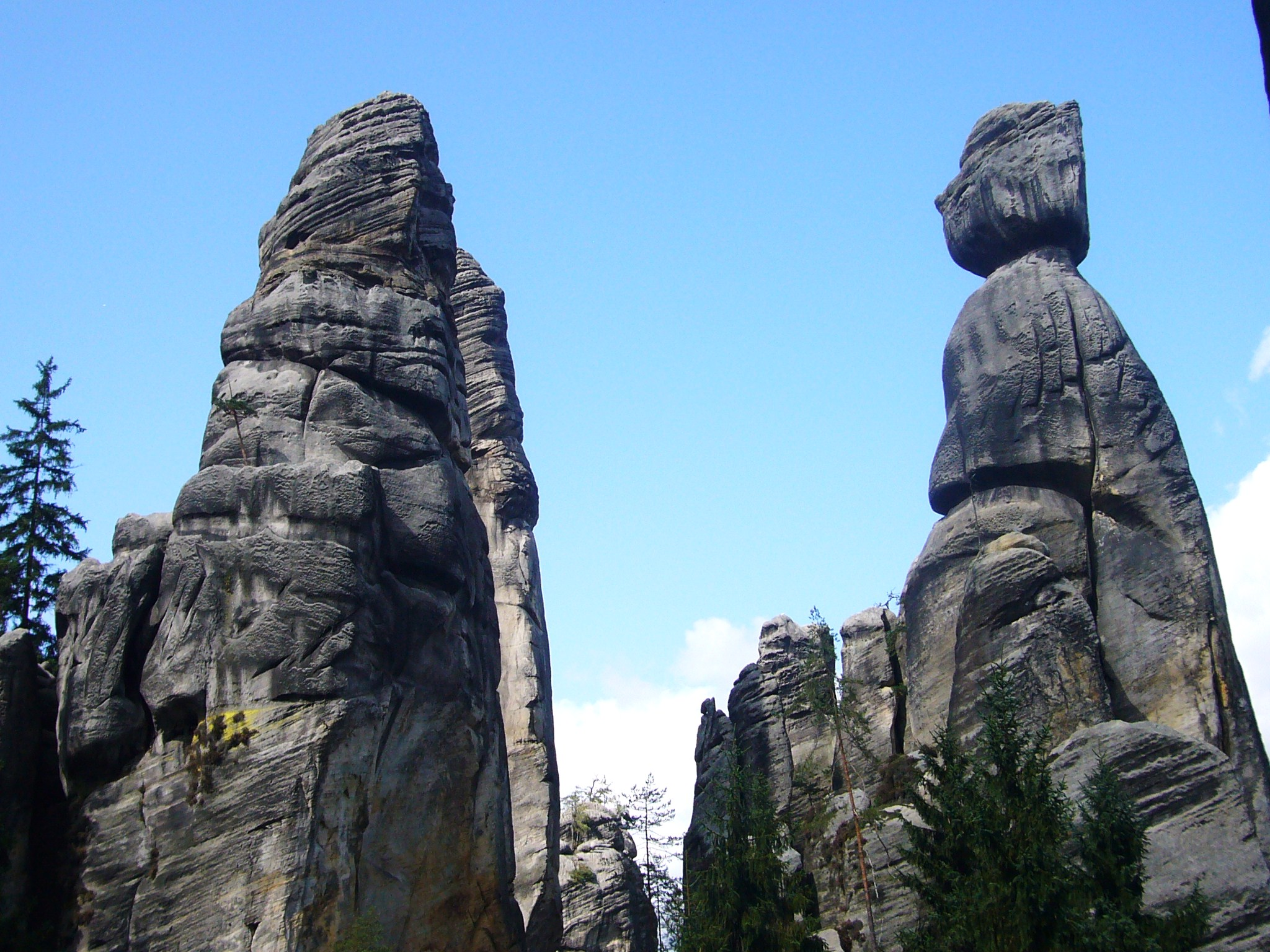
De Burgemeester en zijn vrouw (Adršpašské Skály)
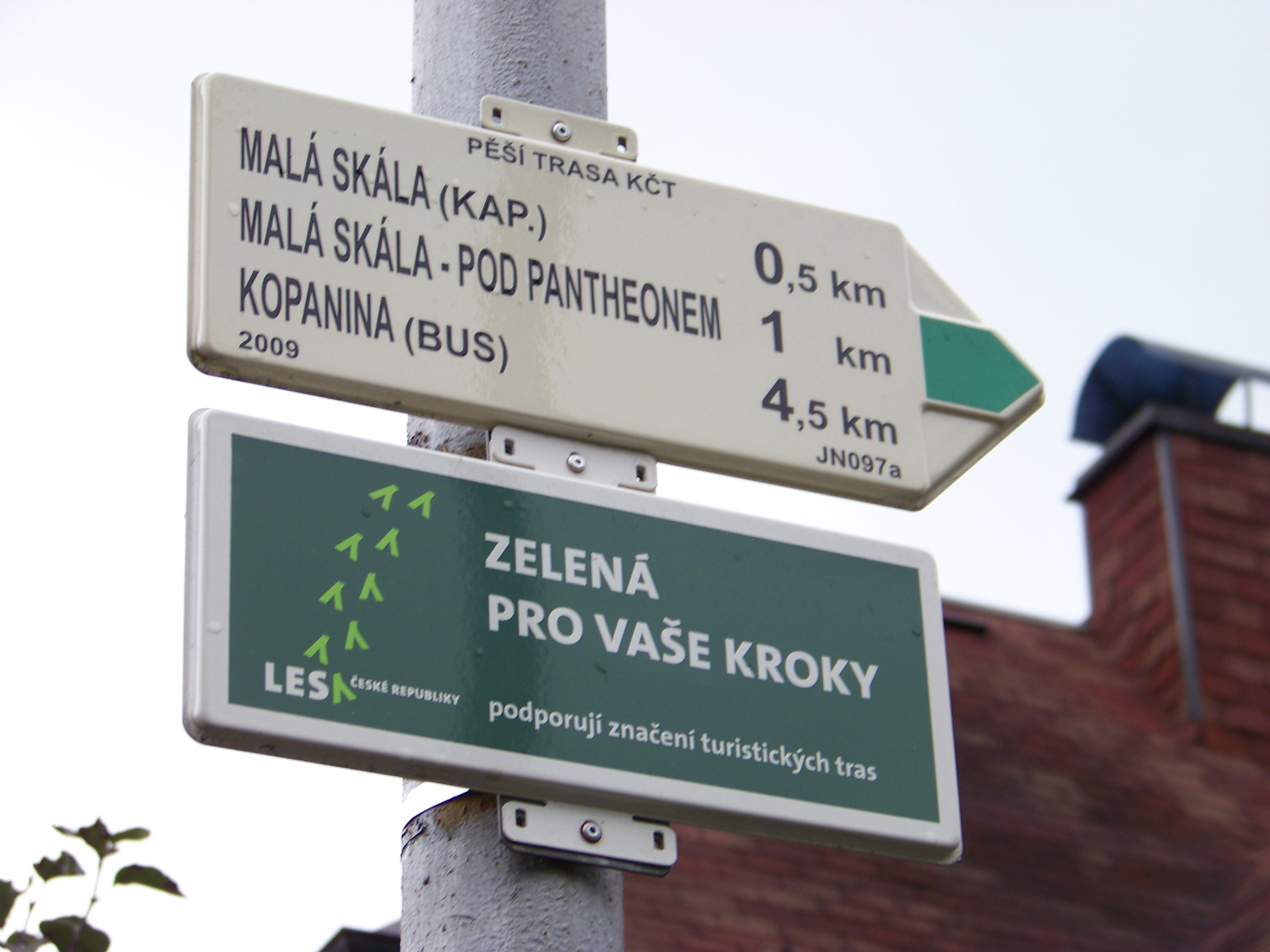
Malá Skalá
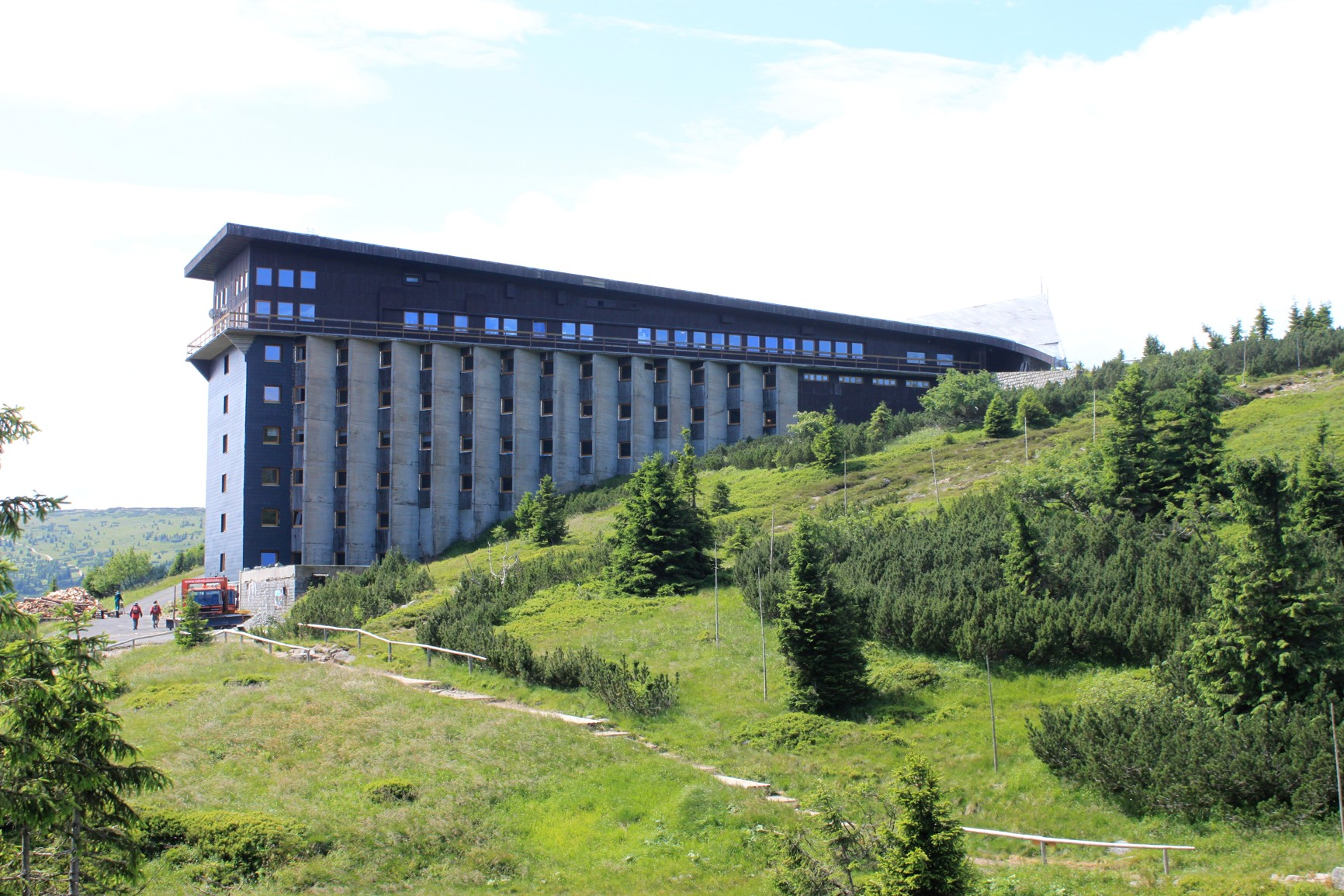
Hotel Labská Bouda